# Połączenia wyrównawcze miejscowe
Połączenia wyrównawcze miejscowe – połączenia wyrównawcze wykonane w inny sposób niż połączenia wyrównawcze główne, tworzące strefę ekwipotencjalną w części lub całym budynku. Mogą być wykonywane bez pośrednictwa szyny wyrównawczej, jeżeli wymagania dodatkowe dla obiektów specjalnych jej nie wymagają. W pierwszej kolejności (tak jak i w przypadku połączeń wyrównawczych głównych) wykonywane są w celach ochrony przeciwporażeniowej - najczęściej jako miejscowe połączenia wyrównawcze ochronne uziemione.